# Breitingen
Breitingen ist eine kleine Gemeinde im Alb-Donau-Kreis in Baden-Württemberg.
Breitingen gehört dem Gemeindeverwaltungsverband Langenau mit Sitz in Langenau an.

## Geografie
Die Gemeinde liegt auf der Schwäbischen Alb im Lonetal, etwa 15 km nördlich von Ulm.
Sie grenzt im Norden an Holzkirch, im Osten an Bernstadt, im Süden an Beimerstetten und im Westen an Westerstetten.

### Schutzgebiete
Östlich von Breitingen liegt das Naturschutzgebiet Breitinger Schönrain. Ein Großteil der Gemeindefläche liegt zudem im Landschaftsschutzgebiet Mittleres Lonetal.

## Geschichte

### Überblick
Breitingen wurde im Jahre 1225 erstmals urkundlich erwähnt. Das Dorf gehörte im Mittelalter zur Herrschaft Albeck und kam 1385 an die Reichsstadt Ulm. Als Grundherren traten Patrizier aus Ulm sowie das dortige Spital in Erscheinung. Breitingen blieb unter der Herrschaft Ulms, bis durch die Mediatisierung 1803 die Reichsstadt mit ihrem Territorium an das Kurfürstentum Bayern fiel. Auf Grund des Grenzvertrags von 1810 gelangte das Dorf vom Königreich Bayern zum Königreich Württemberg und wurde 1819 dem Oberamt Ulm zugeordnet. Während der NS-Zeit in Württemberg wurde Breitingen 1938 dem neuen Landkreis Ulm zugeteilt. Nach dem Zweiten Weltkrieg lag das Gebiet der Gemeinde Breitingen in der Amerikanischen Besatzungszone und somit im 1945 gegründeten Land Württemberg-Baden, das 1952 im jetzigen Bundesland Baden-Württemberg aufging. Seit der Gebietsreform von 1973 ist Breitingen Teil des Alb-Donau-Kreises.

### Religion
Als Bestandteil des Territoriums der Reichsstadt Ulm war das Dorf seit der Reformation überwiegend evangelisch geprägt. Die evangelischen Bewohner gehören zur Kirchengemeinde Holzkirch im Kirchenbezirk Ulm der Württembergischen Landeskirche.

### Einwohnerzahlen
Einwohnerzahlen zum 31. Dezember des jeweiligen Jahres
| Jahr | Einwohner |
| ---- | --------- |
| 1995 | 242       |
| 2000 | 246       |
| 2005 | 257       |
| 2010 | 262       |
| 2015 | 292       |
| 2020 | 352       |

## Politik
Bürgermeister Dieter Mühlberger wurde im März 2012 mit 94,2 % der Stimmen im Amt bestätigt (ohne Gegenkandidat). Im März 2020 wurde er mit 85,5 % erneut wiedergewählt. Der Gemeinderat hat seit der Wahl vom 26. Mai 2019 acht Mitglieder.

## Wirtschaft und Infrastruktur
Das Dorf ist landwirtschaftlich strukturiert. Im Jahr 2003 gab es fünf Haupterwerbsbetriebe und ebenso viele Nebenerwerbslandwirte, die zusammen etwa 190 ha Fläche bewirtschafteten. Angesichts des für eine so kleine Gemeinde beachtlichen Zuwachses der Bevölkerungszahl um fast 100 Personen zwischen 2000 und 2020 entstand im Südwesten des Ortes ein Neubaugebiet.

### Verkehr
Der Albtäler-Radweg führt als Landes-Fernradweg durch Breitingen; es handelt sich um einen Rundkurs zwischen Römerstein und Giengen an der Brenz. Er verläuft im Lonetal von Westerstetten kommend nach Breitingen und weiter an Bernstadt vorbei.